# Оріхів
Орі́хів — місто в Україні, адміністративний центр Оріхівської міської громади Пологівського району Запорізької області, до 17 липня 2020 року — адміністративний центр ліквідованого Оріхівського району, колишній центр Мелітопольського повіту Таврійської губернії. Загальна площа міста становить 1259,5 га, у тому числі перебуває під забудовою — 688,3 га. До житлового фонду міської комунальної власності належить 55 багатоповерхових житлових будинків. День міста — 19 вересня.

## Назва

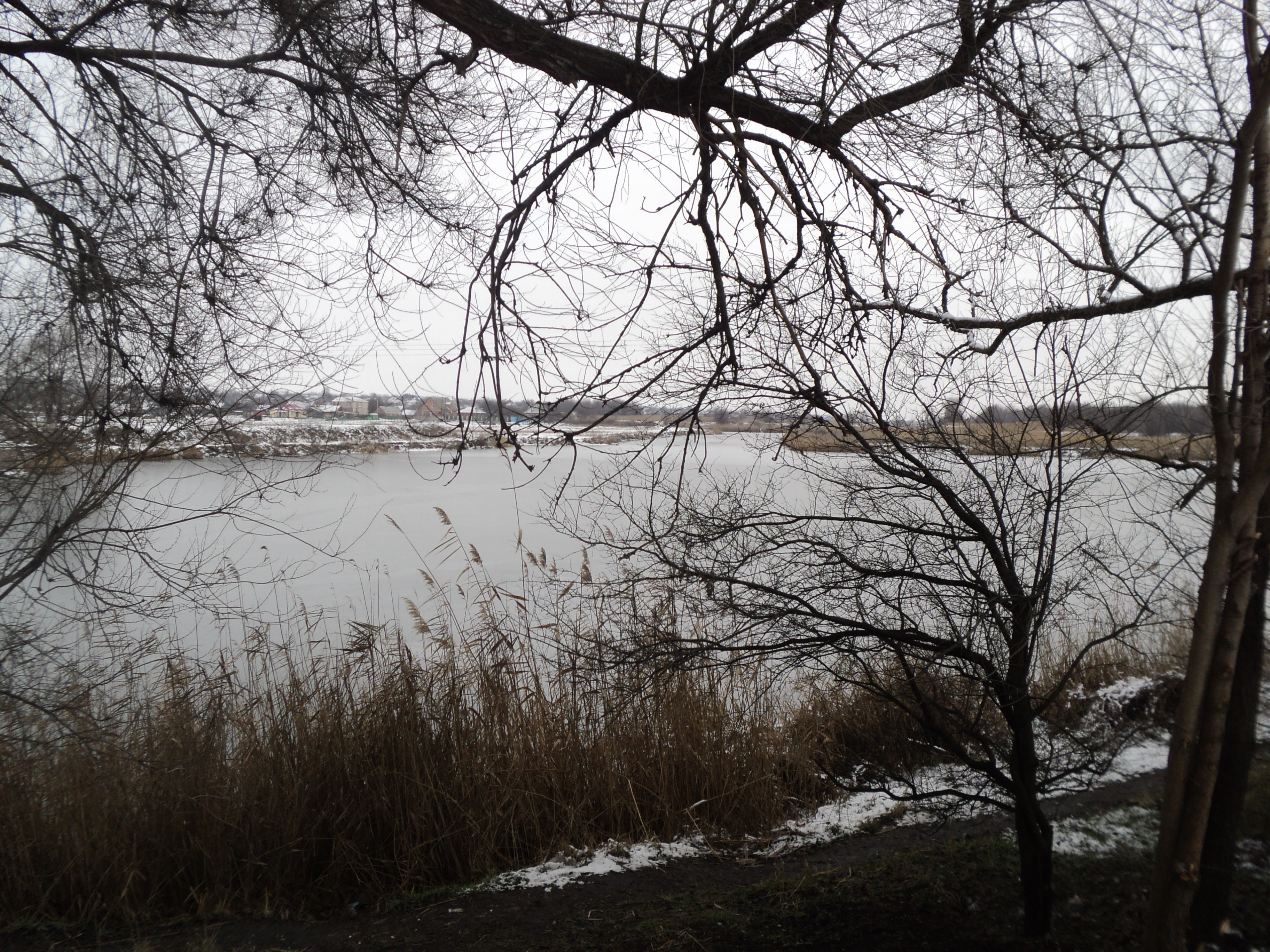
Краєвид на річку Кінську в Оріхові

Існує декілька версій про походження назви міста Оріхів. Одна з версій говорить про те, що більшість переселенців, які розташовувалися на березі річки Кінська, були вихідцями із села Оріхівка Полтавської губернії і в пам'ять про свою батьківщину назвали нове поселення Оріховим. За однією версією поселення було названо за іменем балки, у якій росло багато земляних горіхів.

## Географія
Місто Оріхів розташоване на лівому березі річки Кінська — лівої притоки Дніпра, за 63 км на південний схід від обласного центру. Вище за течією на відстані 2 км розташоване село Мала Токмачка, нижче за течією на відстані 1 км розташоване село Новопавлівка, на протилежному березі — село Преображенка.

## Історія
Перші розселення на Оріхівщині почалися ще 150 тисяч років тому. Офіційно Оріхів був заснований у 1775 році, після падіння Запорозької Січі. Раніше це поселення мало назву «Оріхова балка». До цього часу місто було досліджено в історичному та архітектурному плані досить поверхнево. Довгий час тут була велика торгова площа для ярмарку. Навколо неї пізніше виникли різноманітні будівлі: громадські, житлові.
Активне заселення території почалося за часів Запорізької Січі, коли козак Лиско поставив на правому березі річки Кінська зимівник. Наприкінці XVIII століття біглі селяни, козаки та солдати заснували тут кілька поселень. Близько 1783 року виник Оріхів. За народними переказами першим поселенцем став І. Юшка, виходець із села Обмачевого, що біля Батурина. Згодом сюди потяглися чернігівські селяни та козаки із зимівника Лиска. Вже до 1786 року поселення налічувало 20-30 домогосподарств.
Назва Оріхів, за однією версією, походить від назви села Оріхівка, що на Полтавщині, коли у 1787 році вихідці з тих місць масово переселялися на нові землі, а за іншою, своєю назвою Оріхів завдячує заростям ліщини, земляним та водяним горіхам, яких на мілководних плесах тоді повноводної річки Кінської була сила-силенна.
Поселення росло, і станом на 1799 рік стало центром Маріупольського повіту. У 1801 році першим на території сучасної Запорізької області, Оріхів набув статус міста, а згодом став впродовж майже сорока років адміністративним центром Мелітопольського повіту.
Вигідне географічне розташування міста сприяло швидкому його зростанню та появі навколо нього нових поселень. У середині XIX століття через Оріхів проходили 8 важливих шляхів, зокрема чумацький Кримський та Старий чумацький шляхи.
Життя повітового містечка особливо пожвавлювалося під час проведення ярмарок, які відбувалися чотири рази на рік. Найбільшим за оборотом був Семенівський ярмарок, що проходив у вересні. Значну частину прибутків приносила купцям гуртова торгівля худобою на ярмарку.
У 1842 році Оріхів пережив велику пожежу. Вигоріло майже півміста, у тому числі вся його торгова частина. Оріхів втратив статус повітового міста і був переведений до розряду заштатних міст, а центр Мелітопольського повіту, після нетривалого перебування у Великому Токмаку, переміщується до Мелітополя.
Попри всі негаразди, місто продовжувало розвиватися. У другій половині XIX століття в Оріхові заснована низка навчальних закладів, серед яких Оріхівське жіноче початкове народне училище, Олександро-Маріїнське жіноче училище, яке згодом реорганізоване у 4-класну жіночу гімназію. На початку XX століття в Оріхові засноване змішане реальне училище.
Значну роль у розвитку міста та інших населених пунктів району відіграли меноніти з-поміж німецьких переселенців на південноукраїнські землі, де вони заснували низку поселень-колоній.
Місцеве населення переймало у них прогресивні методи господарювання, а самі колоністи сприяли розвитку сільського господарства і промисловості. 1895 року в Оріхові було збудовано філіал заводу землеробських машин німця Крігера, який випускав жатки-лобогрійки.
Найбільш відомою родиною в місті була родина Янценів. Йохан Генріх (Іван Андрійович) Янцен — перший мер міста, промисловець, купець, переселенець-колоніст, мешканець Оріхова з 1863 року. 25 років беззмінно обирався на посаду міського голови Оріхова (з 1874 по 1899 рр.). Йоган Генріхович Янцен наприкінці 1870-х років XIX століття збудував перший паровий млин, пізніше відкрив школу для навчання дітей менонітів, міську лікарню на 14 місць. Його сини доклали зусиль до будівництва кінотеатру, торговельних лавок, житлових будинків. Деякі з них і досі є живим свідком тієї епохи. А у двоповерховому будинку родини Янценів нині розміщується Оріхівська міська рада.
У 1918 році Оріхів перебував у складі Української Народної Республіки.
Внаслідок поразки Перших визвольних змагань Оріхів надовго окуповано радянськими загарбниками. В окупації Оріхова брали участь 2-га та 13-та радянські Кінні армії. Також Оріхів був тимчасово окупований Білою армією.
Після окупації України Оріхів став центром Махновського руху опору. Вихором проносилися оріхівською землею махновські тачанки і кіннотники.
Під час Голодомору 1932—1933 років померло щонайменше 310 жителів міста.
Велику роль в організаційному, господарському зміцненні колгоспів відіграли створені у 1930 році машинно-тракторні станції. На початку 1940 року машинний парк МТС налічував 70 тракторів і 58 комбайнів, що дало змогу селянам безперебійно засівати поля і вчасно збирати врожаї. У квітні 1958 року Оріхівська, Жеребецька і Малотокмачанська МТС були реорганізовані в Оріхівську ремонтно-технічну станцію, перейменовану у 1961 році в Оріхівське районне управління «Сільгосптехніка».
За часів сталінської колективізації та Голодомору в Україні Оріхів став містом, де почалися перші репресії через неможливість виконання планів заготівлі хліба. Об'єктами репресій ставали не тільки прості селяни, а й місцеве колгоспне та партійне керівництво. Показовою стала «Оріхівська справа» у грудні 1932 року: керівництво Оріхівського району (нині Запорізька область) звинуватили в саботажі й засудили до великих термінів ув'язнення. Сталін особисто наказав надати цьому процесові значного розголосу, щоб залякати на його прикладі місцеву партійну еліту, що була, на його думку, «гнилим елементом» і не старанно вилучала в селян продовольство.
Одним із основних промислових підприємств став авторемонтний завод, утворений у 1937 році на базі міжрайонної майстерні по ремонту сільськогосподарської техніки. Завод займався в основному ремонтом автомобілів та двигунів до них. З 1951 року змінилася номенклатура виробів. Завод почав спеціалізуватися на випуску обладнання для тваринницьких ферм (підвісних доріжок, кормозапарників тощо). Корінна реконструкція вже механічного заводу відбулася наприкінці 1950-х — початку 1960-х років. Введені до ладу нові цехи, оснащені найсучаснішим на той час обладнанням, збільшився обсяг виробництва. З 1961 року мехзавод перейменований у завод «Орсільмаш».
«Орсільмаш» брав участь у республіканських і міжнародних виставках сільськогосподарської техніки. 1955 року був учасником Всесоюзної сільськогосподарської виставки у Москві і нагороджений медаллю. На початку 2000-х років завод фактично припинив випуск продукції і перебуває у стані ліквідації.
Крім ремзаводу, існували 6 борошномельних вітряків, 10 кравецьких майстерень, 15 чоботарних, 4 ковальських, 3 слюсарних, 6 жерстяних, 15 по обробці дерева і 3 овчинних.
У липні 1941 року в Оріхові формується 226-та стрілецька дивізія, яка перейменована в 95-ту гвардійську стрілецьку дивізію. В приміщенні нинішнього Оріхівського навчально-виховного комплексу № 2 ім. академіка В. А. Лазаряна розгорнув свою роботу пересувний польовий шпиталь, очолюваний головним лікарем Центральної районної лікарні Лукашевичем В. М.
4 жовтня 1941 року радянські війська залишили Оріхів.
У 1943 році було організовано два радгоспи: «Оріхівський» та радгосп імені Димитрова, який у 1963 році був перейменований у птахорадгосп. На початку 1950-х років оріхівці відновили всі промислові підприємства та сільське господарство; освоїли довоєнні посівні площі і відновили тваринницькі ферми; перевищили довоєнний рівень виробництва.
У 1950 році, у зв'язку з укрупненням сільськогосподарських артілей, колгоспи Оріхова об'єдналися з господарствами сусідніх сіл: Новоданилівки, Новопавлівки і відійшли від міста.
З 24 серпня 1991 року місто у складі Незалежної України.
17 березня 2015 року згідно з рішенням Оріхівської міської ради № 36 від 26 лютого 2015 року працівниками КП «Оріхівський комунальник» було здійснено демонтаж пам'ятника Леніну.
9 листопада 2018 року на засіданні архітектурно-містобудівної ради при Запорізькій облдержадміністрації була презентована містобудівна документація міста Оріхів. Члени ради ознайомилися з новим історико-архітектурної опорним планом Оріхова та генеральним планом міста. Фахівці, що займалися розробкою історико-архітектурного опорного плану, рекомендують збільшити зелену зону центру. Місто внесено до переліку історичних населених місць України.
У місті є чимало забудов 1950-х років з червоною цеглою та маленькими будиночками. При цьому самих пам'яток досить не багато: є чотири пам'ятки архітектури кінця XIX — початку XX століття (жіноча гімназія, чоловіче реальне училище, Будинок торгових рядів, Перша таверна. Крім того, є шість пам'яток історії, які не потребують масштабних територій та зон охорони.
Також в опорному плані зазначена територія, що прилягає до річки Кінської. Цю територію ще у 1962 році розглядали в окремому проекті зеленої зони міста Оріхова. Наразі вона пропонується як зона охоронюваного ландшафту.
19 липня 2020 року, в результаті адміністративно-територіальної реформи та ліквідації Оріхівського району, місто увійшло до складу Пологівського району.

### Російсько-українська війна

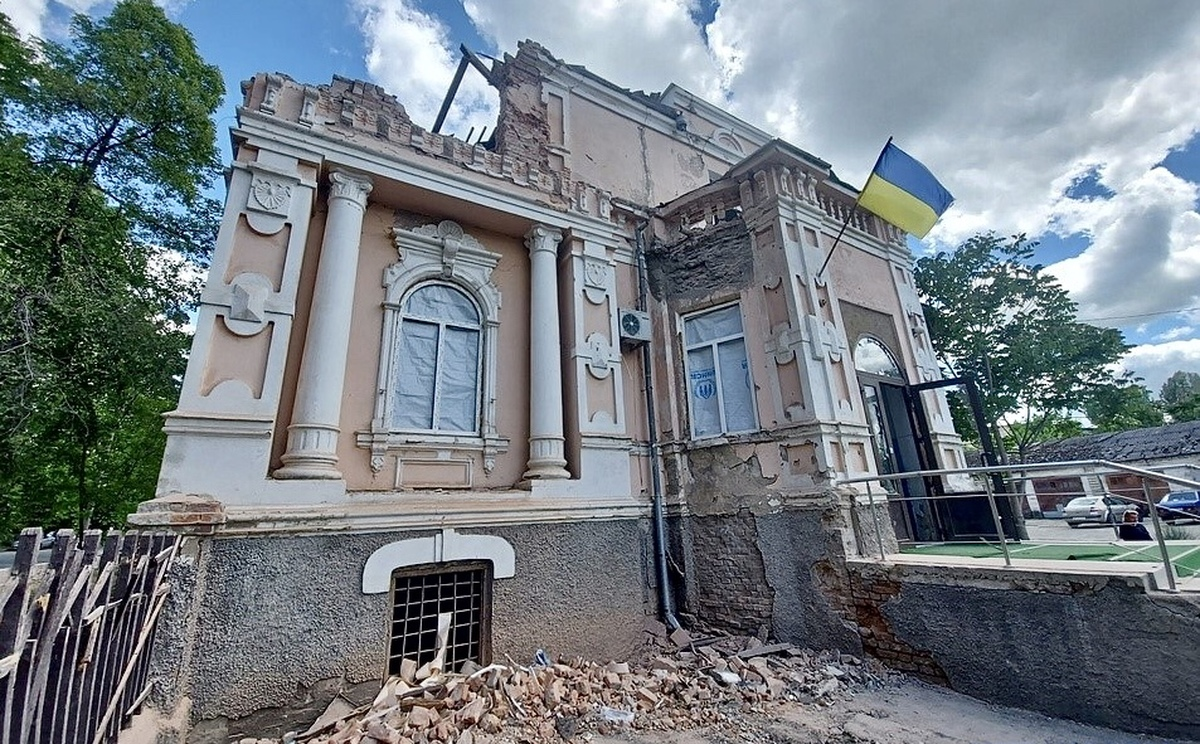
Будівля Оріхівської міської ради (садиба Генріха Янцена), пошкоджена обстрілом 21 травня 2022 року

7 травня 2022 року, близько 21:00, російські окупаційні війська завдали удару по лікарні міста Оріхів. За повідомленням речника Запорізької обласної військової адміністрації підполковника Івана Ареф'єва, окупанти хотіли добити поранених та вбити мирних лікарів.
21 травня 2022 року російські окупаційні війська продовжили обстрілювати Оріхів, знищуючи цивільну інфраструктуру міста. В результаті ворожих обстрілів зруйновано місцеву школу-гімназію «Сузір'я», яку нещодавно відремонтували, а також будівлю міськвиконкому, відому як «Будинок Янцена». Будівлю зведено у 1870-ті роки XIX століття, в ній мешкала родина Генріха Янцена.
9 вересня 2022 року на сайті Президента України була зареєстрована петиція про надання Оріхову почесної відзнаки «Міста-героя України».
Місто Оріхів піддається регулярним обстрілам зі сторони окупаційних військ РФ. З Оріхова до найближчих позицій окупантів — 15-20 хвилин на автомобілі. Місто знищують обстрілами з перших днів вторгнення.
12 жовтня 2022 року російські окупанти завдали рекордну кількість масованих обстрілів, ніж за попередній період. За добу завдали 324 обстріли по місту Оріхів, цинічно знищуючи інфраструктуру.
25 жовтня 2022 року заступниця міського голови повідомила, що місто Оріхів через постійні обстріли російської армії зруйноване на 70 %, це близько 2000 офіційно зареєстрованих руйнувань. У місті залишилося близько 2000 осіб постійного населення.
17 листопада 2022 року в Оріхові, через обстріли рашистів зруйновано погруддя Героя Другої світової війни Володимира Левітана, якого при житті не брали ані німецькі кулі, ані уламки, зазнав руйнувань через обстріли російських окупантів. До червня 1944 року впродовж війни капітан Володимир Левітан здійснив 291 бойовий виліт, 64 повітряних боя, де особисто збив 19 і в групі 4 німецько-фашистських літаки. Звільнений у запас 1959 року у званні полковника.
1 січня 2023 року внаслідок обстрілу окупантами загинула 1 людина та 3 поранених.
20 лютого 2023 року окупанти обстріляли цивільну інфраструктуру населеного пункту.
3 квітня 2023 року російські окупанти завдали авіаційний удар по гімназії «Сузір'я». В результаті удару сталося пошкодження двох корпусів навчального закладу та зруйновано тепловий перехід між спорудами з подальшим загоранням на загальній площі 100 м². Пізніше, ворог завдав повторного удару, який повністю зруйнував двоповерховий корпус гімназії.
30 квітня 2023 року, внаслідок артилерійського обстрілу, зазнала пошкоджень та руйнувань будівля однієї з пожежно-рятувальних частин Оріхова.
21 травня 2023 року, вночі, російські окупанти обстріляли Оріхів фосфорними бомбами, внаслідок чого пошкоджений не лише приватний сектор, а і молитовний будинок євангелійських християн-баптистів «Братство», в результаті споруда спалахнула та вщент знищена.
9 липня 2023 року окупанти вдарили керованою авіабомбою під час видачі гуманітарної допомоги у житловому кварталі Оріхова, внаслідок чого чотири людини загинули на місці: жінки 43, 45, 47 років та 47-річний чоловік та дістали поранення різного ступеня важкості 11 мешканців Орєхова. Станом на 11 липня рятувально-пошукові роботи на місці авіаудару були завершені, кількість жертв збільшилась до 7 осіб. З-під завалів дістали тіла ще трьох загиблих місцевих жителів: чоловіків 50, 56 та 64 років.
25 липня 2023 року окупанти завдали авіаційного удару по Оріхову. Одним із влучань зруйновано територію місцевої лікарні, іншим — п'ятиповерховий житловий будинок, по якому загарбники вже завдавали удари. Вибуховою хвилею та осколками пошкоджені автомобілі та прилеглі будинки мешканців Оріхова.
У серпні 2023 року, в результаті військової агресії РФ, в м. Оріхові зруйновано об’єкт культурної спадщини – комунальний заклад «Центр культури і дозвілля» Оріхівської міської ради, який є пам’яткою архітектури та містобудування місцевого значення. Як відомо з історичних довідок,  наприкінці ХІХ ст. у північній частині Базарної площі купець Парфьонов власним коштом вибудував критий торговельний пасаж, за яким закріпилася назва «Торгові ряди». Цей будинок був чи не найголовнішою окрасою міста Оріхова.
На 1 квітня 2024 року в Оріхові лишилось всього близько 800 жителів.

## Населення
Згідно з переписом населення 2001 року 89,7 % населення м. Оріхова становили українці, 8,8 % — росіяни.

### Зміни чисельності населення
|      |        |        |        |        |        |        |
| 1897 | 1959   | 1979   | 1989   | 2001   | 2016   | 2021   |
| 5996 | 12 945 | 19 366 | 21 253 | 17 955 | 14 991 | 14 136 |

### Національний склад
Розподіл населення за національністю за даними перепису 2001 року:
| Національність  | Відсоток |
| --------------- | -------- |
| українці        | 89.68%   |
| росіяни         | 8.82%    |
| білоруси        | 0.38%    |
| вірмени         | 0.21%    |
| болгари         | 0.19%    |
| інші/не вказали | 0.72%    |

### Мова

#### Перепис, 2001 р.
Розподіл населення за рідною мовою за даними перепису 2001 року:
| Мова            | Кількість | Відсоток |
| --------------- | --------- | -------- |
| українська      | 16229     | 90.23%   |
| російська       | 1680      | 9.34%    |
| вірменська      | 17        | 0.09%    |
| білоруська      | 15        | 0.08%    |
| румунська       | 6         | 0.03%    |
| болгарська      | 6         | 0.03%    |
| циганська       | 4         | 0.02%    |
| інші/не вказали | 29        | 0.18%    |
| Усього          | 17986     | 100%     |

#### Перепис, 1897 р.
Розподіл населення за рідною мовою за даними перепису 1897 року:
| Мова            | Відсоток |
| --------------- | -------- |
| українська      | 70.4%    |
| єврейська       | 16.2%    |
| російська       | 9.5%     |
| німецька        | 3.3%     |
| інші/не вказали | 0.6%     |

## Промисловість
Станом на 2012 рік в Оріхові знищено Консервний завод, цегельний завод, молокозавод та завод «Орсільмаш». Частково працює піщаний кар'єр формовочних матеріалів та завод металоконструкцій. На даний час основу промисловості складає Агрофірма «Агротех», нині завод «Агротех». До кінця 1990-х «Орсільмаш» вже повністю зупинився. На заводі було унікальне обладнання: зуборізні верстати, лінія з шести 1000-тонних чеканочних пресів. Зараз заводу більше немає, на металобрухт вирізали навіть підкранові шляхи. Немає й інституту, який був єдиним у Радянському Союзі з виробництва розкидачів добрив.
На початку 2000-х років відновив роботу Оріхівський завод сільськогосподарських машин «Агротех».

## Транспорт
У місті Оріхів розташована залізнична станція Оріхівська на лінії Кривий Ріг — Запоріжжя II — Пологи. Місто перетинає автошлях національного значення Н08 (Бориспіль — Запоріжжя — Маріуполь), а також автошляхи територіального значення Т 0812Т 0815 та Т 0408. Автобусна станція сполучає Оріхів із Запоріжжям, Дніпром, Бердянськом тощо.

## Освіта
- Комунальний заклад «Опорний заклад загальної середньої освіти „Сузір'я“» (повністю знищена російськими окупантами 3 квітня 2023 року);
- Оріхівська ЗОШ І—II ступенів № 3;
- Оріхівський навчально-виховний комплекс № 2;
- Оріхівська загальноосвітня школа І-III ступенів № 5;
- ВСП «Оріхівський коледж ТДАТУ імені Дмитра Моторного»;
- Оріхівський професійний ліцей № 33.

## Відомі особи

Пам'ятник Миколі Долежаллю — двічі Герою Соціалістичної Праці

### Уродженці
- Всеволод Лазарян, фахівець у галузі механіки, академік АН УРСР;
- Юхим Гапонов геолог, палеонтолог;
- правознавець Микола Куплеваський;
- Режисер Юрій Белський;
- Важкоатлет Юрій Дандик;

- Каптур Олександр Євгенович — відомий блогер, який створив місцеве видання «Медіа Оріхів».
- Єщенко (до шлюбу Токар) Тетяна Анатоліївна — мовознавиця, доктор філологічних наук, доцент, авторка низки монографій та підручників з мовознавства.
- Володимир Казарян — майстер мініатюри, який створив, наприклад, троянду в волосинці людини, художник, філософ, бард, поет.
- Діана Казарян — українська модель, співачка.
- Віктор Кудін — музикант, відомий естрадний виконавець, гітарист-співак групи «Melita Band» (проживав у Мелітополі).
- Валерій Плохій — український дипломат.
- Андрій Глущенко — український футболіст.
- Валерій Дудка — радянський та український футболіст
- Бабак Олег Якович — гастроентеролог, Доктор медичних наук (1992), професор (1993).
- Андрій Качан — майор Армії УНР
- Подлєпа Олексій Пантелеймонович — український радянський діяч, будівельник, керівник тресту «Криворіжаглобуд» Дніпропетровської області, Герой Соціалістичної Праці, депутат Верховної Ради УРСР 7-го скликання.